# Cselgáncs az 1988. évi nyári olimpiai játékokon
Az 1988. évi nyári olimpiai játékokon cselgáncsban hét versenyszámban avattak olimpiai bajnokot.

## Éremtáblázat
| Az 1988. évi nyári olimpiai játékok éremtáblázata cselgáncsban | Az 1988. évi nyári olimpiai játékok éremtáblázata cselgáncsban | Az 1988. évi nyári olimpiai játékok éremtáblázata cselgáncsban | Az 1988. évi nyári olimpiai játékok éremtáblázata cselgáncsban | Az 1988. évi nyári olimpiai játékok éremtáblázata cselgáncsban | Olimpia  |
| -------------------------------------------------------------- | -------------------------------------------------------------- | -------------------------------------------------------------- | -------------------------------------------------------------- | -------------------------------------------------------------- | -------- |
|                                                                | Ország                                                         | Arany                                                          | Ezüst                                                          | Bronz                                                          | Összesen |
| 1.                                                             | Dél-Korea (KOR)                                                | 2                                                              | 0                                                              | 1                                                              | 3        |
| 2.                                                             | Lengyelország (POL)                                            | 1                                                              | 1                                                              | 0                                                              | 2        |
| 3.                                                             | Japán (JPN)                                                    | 1                                                              | 0                                                              | 3                                                              | 4        |
| 4.                                                             | Franciaország (FRA)                                            | 1                                                              | 0                                                              | 1                                                              | 2        |
| 5.                                                             | Ausztria (AUT)                                                 | 1                                                              | 0                                                              | 0                                                              | 1        |
| 5.                                                             | Brazília (BRA)                                                 | 1                                                              | 0                                                              | 0                                                              | 1        |
|                                                                |                                                                |                                                                |                                                                |                                                                |          |
| 7.                                                             | NDK (GDR)                                                      | 0                                                              | 2                                                              | 1                                                              | 3        |
| 8.                                                             | NSZK (FRG)                                                     | 0                                                              | 2                                                              | 0                                                              | 2        |
| 9.                                                             | Szovjetunió (URS)                                              | 0                                                              | 1                                                              | 4                                                              | 5        |
| 10.                                                            | Egyesült Államok (USA)                                         | 0                                                              | 1                                                              | 1                                                              | 2        |
|                                                                |                                                                |                                                                |                                                                |                                                                |          |
| 11.                                                            | Belgium (BEL)                                                  | 0                                                              | 0                                                              | 1                                                              | 1        |
| 11.                                                            | Hollandia (NED)                                                | 0                                                              | 0                                                              | 1                                                              | 1        |
| 11.                                                            | Nagy-Britannia (GBR)                                           | 0                                                              | 0                                                              | 1                                                              | 1        |
|                                                                |                                                                |                                                                |                                                                |                                                                |          |
| Összesen                                                       | Összesen                                                       | 7                                                              | 7                                                              | 14                                                             | 28       |

## Érmesek
| Az 1988. évi nyári olimpiai játékok érmesei cselgáncsban |                                                |                                         |                                                 |
| Versenyszám                                              | Arany                                          | Ezüst                                   | Bronz                                           |
| Nehézsúly +95 kg                                         | Szaitó Hitosi · Japán (JPN)                    | Henry Stöhr · NDK (GDR)                 | Cso Jongcshol (Jo Yong-Cheol) · Dél-Korea (KOR) |
| Nehézsúly +95 kg                                         | Szaitó Hitosi · Japán (JPN)                    | Henry Stöhr · NDK (GDR)                 | Grigorij Vericsev · Szovjetunió (URS)           |
| Félnehézsúly 95 kg                                       | Aurélio Miguel · Brazília (BRA)                | Marc Meiling · NSZK (FRG)               | Dennis Stewart · Nagy-Britannia (GBR)           |
| Félnehézsúly 95 kg                                       | Aurélio Miguel · Brazília (BRA)                | Marc Meiling · NSZK (FRG)               | Robert van de Walle · Belgium (BEL)             |
| Középsúly 86 kg                                          | Peter Seisenbacher · Ausztria (AUT)            | Vlagyimir Sesztakov · Szovjetunió (URS) | Ószako Akinobu · Japán (JPN)                    |
| Középsúly 86 kg                                          | Peter Seisenbacher · Ausztria (AUT)            | Vlagyimir Sesztakov · Szovjetunió (URS) | Ben Spijkers · Hollandia (NED)                  |
| Váltósúly 78 kg                                          | Waldemar Legień · Lengyelország (POL)          | Frank Wieneke · NSZK (FRG)              | Torsten Bréchôt · NDK (GDR)                     |
| Váltósúly 78 kg                                          | Waldemar Legień · Lengyelország (POL)          | Frank Wieneke · NSZK (FRG)              | Basir Varajev · Szovjetunió (URS)               |
| Könnyűsúly 71 kg                                         | Marc Alexandre · Franciaország (FRA)           | Sven Loll · NDK (GDR)                   | Mike Swain · Egyesült Államok (USA)             |
| Könnyűsúly 71 kg                                         | Marc Alexandre · Franciaország (FRA)           | Sven Loll · NDK (GDR)                   | Giorgi Tenadze · Szovjetunió (URS)              |
| Harmatsúly 65 kg                                         | I Gjonggun (Lee Gyeong-Geun) · Dél-Korea (KOR) | Janusz Pawłowski · Lengyelország (POL)  | Bruno Carabatta · Franciaország (FRA)           |
| Harmatsúly 65 kg                                         | I Gjonggun (Lee Gyeong-Geun) · Dél-Korea (KOR) | Janusz Pawłowski · Lengyelország (POL)  | Jamamoto Jószuke · Japán (JPN)                  |
| Légsúly 60 kg                                            | Kim Dzsejop (Kim Jae-Yeop) · Dél-Korea (KOR)   | Kevin Asano · Egyesült Államok (USA)    | Hoszokava Sindzsi · Japán (JPN)                 |
| Légsúly 60 kg                                            | Kim Dzsejop (Kim Jae-Yeop) · Dél-Korea (KOR)   | Kevin Asano · Egyesült Államok (USA)    | Amiran Totikasvili · Szovjetunió (URS)          |